# Coupe d'Allemagne de football 1984-1985
Navigation
Édition précédente Édition suivante
La coupe d'Allemagne de football 1984-1985 est la quarante deuxième édition de l'histoire de la compétition. La finale a lieu à l'Olympiastadion de Berlin.
Le Bayer Uerdingen remporte le trophée pour la première fois de son histoire. Il bat en finale le Bayern Munich sur le score de 2 buts à 1.

## Premier tour
Les résultats du premier tour 
| Date           | Domicile                 | Extérieur                 | Score         |
| -------------- | ------------------------ | ------------------------- | ------------- |
| 31 - 08 - 1984 | Duisburger FV 08         | SV Waldhof Mannheim       | 1 - 4         |
| 31 - 08 - 1984 | VfL Osnabrück            | TSV Friesen-Hänigsen      | 2 - 5 (a. p.) |
| 31 - 08 - 1984 | VfB Stuttgart            | Rot-Weiß Oberhausen       | 5 - 4         |
| 01 - 09 - 1984 | Altona 93                | Eintracht Trier           | 2 - 1         |
| 01 - 09 - 1984 | SC Geislingen            | Hambourg SV               | 2 - 0         |
| 01 - 09 - 1984 | TuS Schloß Neuhaus       | Hanovre 96                | 1 - 4         |
| 01 - 09 - 1984 | TSV Ofterdingen          | VfL Bochum (2)            | 0 - 1         |
| 01 - 09 - 1984 | Olympia Bocholt          | FC Schalke 04             | 1 - 3         |
| 01 - 09 - 1984 | Arminia Bielefeld        | 1. FC Nuremberg           | 1 - 3 (a. p.) |
| 01 - 09 - 1984 | Bayer Leverkusen         | 1. FC Kaiserslautern      | 5 - 0         |
| 01 - 09 - 1984 | 1. FC Cologne            | Stuttgarter Kickers       | 8 - 0         |
| 01 - 09 - 1984 | Borussia Mönchengladbach | Blau-Weiß 90 Berlin       | 4 - 1         |
| 01 - 09 - 1984 | 1. FC Nuremberg          | SV Südwest Ludwigshafen   | 1 - 0         |
| 01 - 09 - 1984 | Hertha BSC Berlin        | Kultur SV Hessen Kassel   | 1 - 0         |
| 01 - 09 - 1984 | ASC Dudweiler            | Borussia Dortmund         | 1 - 5         |
| 01 - 09 - 1984 | SV Darmstadt 98          | SC Fribourg               | 3 - 0         |
| 01 - 09 - 1984 | SC Jülich                | FC Rastatt                | 2 - 1         |
| 01 - 09 - 1984 | Eintracht Brunswick      | Eintracht Francfort       | 1 - 3         |
| 01 - 09 - 1984 | VfL Kellinghusen         | Union Solingen            | 1 - 4         |
| 01 - 09 - 1984 | TSV Havelse 1912         | VfL Bochum                | 2 - 2 (a. p.) |
| 01 - 09 - 1984 | SpVgg Bayreuth           | SV Mettlach               | 7 - 0         |
| 01 - 09 - 1984 | Rot-Weiss Essen          | 1. FC Saarbrücken         | 1 - 2         |
| 02 - 09 - 1984 | VfB Oldenburg            | FC Uerdingen 05           | 1 - 6         |
| 02 - 09 - 1984 | BV 08 Lüttringhausen     | Bayern Munich             | 0 - 1         |
| 02 - 09 - 1984 | SC Herford               | Kickers Offenbach         | 2 - 3         |
| 02 - 09 - 1984 | Fortuna Köln             | MSV Duisburg              | 2 - 2 (a. p.) |
| 02 - 09 - 1984 | SC Charlottenburg        | Karlsruher SC             | 1 - 3 (a. p.) |
| 02 - 09 - 1984 | Bayern München II        | SG Wattenscheid 09        | 3 - 5         |
| 02 - 09 - 1984 | OSC Bremerhaven          | Werder Brême              | 0 - 4         |
| 02 - 09 - 1984 | Fortuna Düsseldorf       | SSV Ulm 1846              | 2 - 0         |
| 02 - 09 - 1984 | SV Schwetzingen          | Alemannia Aix-la-Chapelle | 1 - 2         |
| 02 - 09 - 1984 | Eintracht Haiger (alt)   | CSC 03 Kassel             | 2 - 1         |

Match rejoué.
| Date           | Domicile      | Extérieur        | Score                      |
| -------------- | ------------- | ---------------- | -------------------------- |
| 25 - 09 - 1984 | VfL Bochum    | TSV Havelse 1912 | 4 - 0                      |
| 02 - 10 - 1984 | MSV Duisbourg | Fortuna Cologne  | 2 - 2 (a. p.) 3 - 5 t.a.b. |

## Deuxième tour
Les résultats du deuxième tour.
| Date           | Domicile                   | Extérieur           | score           |
| -------------- | -------------------------- | ------------------- | --------------- |
| 13 - 10 - 1984 | Borussia Dortmund          | FC Schalke 04       | 1 - 1 (a . p.)  |
| 20 - 11 - 1984 | VfL Bochum II              | VfB Stuttgart       | 1 - 2           |
| 20 - 11 - 1984 | FC Uerdingen 05            | Fortuna Düsseldorf  | 2 - 1           |
| 21 - 11 - 1984 | SpVgg Oberfranken Bayreuth | Union Solingen      | 1 - 2           |
| 21 - 11 - 1984 | TSV Friesen-Hänigsen       | Bayern Munich       | 0 - 8           |
| 21 - 11 - 1984 | SC Geislingen              | Kickers Offenbach   | 4 - 2           |
| 21 - 11 - 1984 | Altona 93                  | Bayer Leverkusen    | 0 - 3           |
| 21 - 11 - 1984 | Eintracht Haiger           | Karlsruher SC       | 1 - 0 (a . p .) |
| 21 - 11 - 1984 | 1. FC Nuremberg            | SC Jülich           | 0 - 3           |
| 21 - 11 - 1984 | Hertha BSC Berlin          | Fortuna Cologne     | 4 - 3 (a . p .) |
| 21 - 11 - 1984 | SG Wattenscheid 09         | SV Waldhof Mannheim | 0 - 4           |
| 21 - 11 - 1984 | Alemannia Aix-la-Chapelle  | VfL Bochum          | 3 - 0           |
| 21 - 11 - 1984 | 1. FC Saarbrücken          | 1.FC Nuremberg      | 4 - 1           |
| 21 - 11 - 1984 | Borussia Mönchengladbach   | Eintracht Francfort | 4 - 2 (a . p .) |
| 21 - 11 - 1984 | Werder Brême               | SV Darmstadt 98     | 5 - 0           |
| 21 - 11 - 1984 | Hanovre 96                 | 1. FC Cologne       | 2 - 1           |

Matchs rejoués
| Date           | Domicile      | Extérieur         | Score |
| -------------- | ------------- | ----------------- | ----- |
| 31 - 10 - 1984 | FC Schalke 04 | Borussia Dortmund | 3 - 2 |

## Huitième de finale
Les résultats des huitièmes de finale.
| Date           | Domicile                  | Extérieur                | Score      |
| -------------- | ------------------------- | ------------------------ | ---------- |
| 04 - 12 - 1984 | Bayern Munich             | SV Waldhof Mannheim      | 1 - 0      |
| 12 - 12 - 1984 | SC Jülich                 | Werder Brême             | 2 - 4      |
| 22 - 12 - 1984 | SC Geislingen             | FC Uerdingen 05          | 0 - 2      |
| 22 - 12 - 1984 | Eintracht Haiger          | Union Solingen           | 0 - 8      |
| 22 - 12 - 1984 | Hanovre 96                | FC Schalke 04            | 1 - 0      |
| 22 - 12 - 1984 | Alemannia Aix-la-Chapelle | Borussia Mönchengladbach | 0 - 2      |
| 22 - 12 - 1984 | VfB Stuttgart             | 1. FC Saarbrücken        | 0 - 0 a.p. |
| 05 - 02 - 1985 | Hertha BSC Berlin         | Bayer Leverkusen         | 0 - 4      |

Match rejoué
| Date           | Domicile          | Extérieur     | Score                  |
| -------------- | ----------------- | ------------- | ---------------------- |
| 06 - 02 - 1985 | 1. FC Saarbrücken | VfB Stuttgart | 2 - 2 a.p 3 - 0 t.a.b. |

## Quarts de finale
Les résultats des quarts de finale.
| Date           | Domicile            | Extérieur                | Score |
| -------------- | ------------------- | ------------------------ | ----- |
| 16 - 02 - 1985 | Union Solingen      | Borussia Mönchengladbach | 1 - 2 |
| 16 - 02 - 1985 | 1. FC Saarbrücken   | Hanovre 96               | 1 - 0 |
| 12 - 03 - 1985 | KFC Uerdingen 05    | Werder Brême             | 2 - 1 |
| 26 - 03 - 1985 | Bayer 04 Leverkusen | Bayern Munich            | 1 - 3 |

## Demi-finales
Les résultats des demi-finales.
| Date           | Domicile          | Extérieur                | Score      |
| -------------- | ----------------- | ------------------------ | ---------- |
| 06 - 04 - 1985 | 1. FC Saarbrücken | KFC Uerdingen 05         | 0 - 1      |
| 06 - 04 - 1985 | Bayern Munich     | Borussia Mönchengladbach | 1 - 0 a.p. |

## Finale
| Entraîneur :       |
| Karlheinz Feldkamp |

| Entraîneur : |
| Udo Lattek   |

| Entraîneur :       |
| Karlheinz Feldkamp |

| Entraîneur : |
| Udo Lattek   |